# ثحرط
ثِحْرِط (الاسم العلمي: Angostura)، جنس نبات طبي من فصيلة السذابية، أعطانها في أمريكا الجنوبية. يُستخدم لحاؤه أحيانًا في مشروب خمر المر.

## الأنواع
يشمل الجنس الأنواع التالية (قد تكون هذه القائمة غير مكتملة):
- Angostura alipes
- Angostura trifoliata